# 小行星2485
小行星2485（2485 Scheffler）是一颗围绕太阳公转的小行星。1932年1月29日，卡爾·威廉·萊茵姆特在海德堡发现了此天体。
該小行星以德國天文學家赫爾穆特·謝弗勒（Helmut Scheffler）命名。
这颗小行星的绝对星等为351.3884674994508等。